# Gang Il-sun
Gang Il-sun, (hangul: 강일순; hanja: 姜一淳; 1º de novembro de 1871 – 24 de junho de 1909), também conhecido como Kang Il-sun e conhecido por seus seguidores como Kang Jeungsan (hangul: 강증산; hanja: 姜甑山), é o fundador do Jeungsanismo, um movimento religioso coreano que gerou cerca de cem novas religiões diferentes após sua morte, incluindo o Daesoon Jinrihoe e o Jeung San Do. O jeungsanismo, como seu movimento foi chamado, e várias novas religiões coreanas (sinheung jonggyo, literalmente, "religiões recém-emergidas") derivadas dele, têm sido vistas pelos estudiosos como um sincretismo do budismo (Bul-gyo), do confucionismo (Yu-gyo) e do taoismo (Do-gyo), com ideias religiosas únicas de Kang e certos elementos emprestados do Cristianismo (Gidok-gyo), bem como um xamanismo coreano subjacente (Musok-Sinang).
Gang Il-sun nasceu no condado de Gobu, província de Jeolla (atual distrito de Deokcheon de Jeongeup, província de Jeolla do Norte, Coreia) em 19 de setembro de 1871, de acordo com o calendário lunar usado principalmente por seus seguidores, ou 1° de novembro de 1871 do calendário gregoriano. Há uma literatura hagiográfica escrita por seus seguidores, que descreve fenômenos milagrosos em torno de seus primeiros anos. Por exemplo, relatos hagiográficos registram que "no momento de seu nascimento (...) duas fadas (仙女) desceram do céu para a sala de parto", enchendo-a de um "cheiro adocicado". Mais tarde, afirma-se que ele "aprendeu clássicos chineses em um Seodang (escola privada de ensino primário) e os dominou a ponto de memorizar e recitar todos eles de cor", através de uma compreensão completa de seu significado.
Em 1891, Gang casou-se com Jeong Chi-sun (鄭治順, 1874-1928), uma senhora do condado de Gimje. Em 1894, ele abriu um Seodang na casa de seu cunhado Jeong Nam-Gi(鄭南基). Ele adquiriu uma reputação por seu conhecimento do budismo, do confucionismo, do taoismo e das religiões folclóricas coreanas, e reuniu alguns discípulos. Supostamente, ele também visitou Kim Il Bu (金一夫) (1826-1898), o conhecido estudioso que introduziu o Jeong-yeok (正易), ou seja, uma nova interpretação do chinês I Ching (Livro das Mutações). Diz-se que Kim ofereceu um novo arranjo dos trigramas chineses do I Ching, juntamente com outros diagramas e um texto explicativo, incluindo ideias que ele recebeu em uma visão misteriosa. Seu reequilíbrio dos trigramas teve uma profunda influência em muitas novas religiões coreanas, incluindo aquelas derivadas de Gang.

## Donghak
Em 1860, Choe Je-u, preocupado com a crescente influência do Ocidente, a crescente presença japonesa na Coreia de Joseon, a corrupção generalizada no governo e a religião estabelecida e o abuso de poder por parte dos yangban (classe social aristocrática), alegou que teve uma revelação do Deus Supremo Sangje (Shang-ti em chinês) e atingiu a iluminação. Choe Je-u tornou-se o fundador do movimento Donghak, o protótipo de muitas novas religiões sincretistas coreanas subsequentes. Donghak culminou na malsucedida Rebelião Camponesa Donghak de 1894, que foi alimentada por uma combinação de fervor religioso centrado nas visões milenaristas de um messias vindouro e raiva em relação aos altos impostos de Seul. Central para os ensinamentos de Choe Je-u era a crença em Hu-Cheon Gaebyeok (後天開闢), a Grande Abertura (Gaebyeok) do Mundo Posterior (Hu-Cheon), o paraíso da nova era de Donghak, que também mais tarde caracterizou a visão milenarista de Gang Il-sun. Gang Il-sun, de fato, insistiu que ele era o próprio Sangje que, antes de encarnar na terra, havia concedido essa revelação a Choe Je-u. Gang "tinha conexões consideráveis com o movimento Donghak, não apenas ideologicamente, mas também geograficamente", já que a vila onde Gang morava ficava a apenas quatro quilômetros do local onde a primeira revolta Donghak começou. Mais tarde, Gang reuniu vários seguidores na província de Jeolla do Norte, onde morava, e entre eles alguns membros de Donghak. Embora estivesse interessado nas ideias religiosas do Donghak, Gang Il-sun previu, com bastante exatidão, a derrota da milícia camponesa de Donghak e aconselhou seus seguidores a não se juntarem a ela. Ele acreditava que os problemas da Coreia e da sociedade humana em geral seriam resolvidos através do despertar espiritual em vez de rebelião armada.

## Reivindicações messiânicas
Após a sangrenta derrota de Donghak, Gang Il-sun vagou pela Coreia por três anos, pesquisando o sentimento do público. Em 1900, ele voltou para casa e, a partir dos anos seguintes, reuniu um número considerável de seguidores. De acordo com esses seguidores, durante o verão de 1901 ele alcançou a iluminação na montanha Moaksan, após quarenta e nove dias de práticas ascéticas e jejum. De fato, os seguidores reivindicaram para seu líder espiritual muito mais do que a iluminação, pois aceitaram sua afirmação de que ele era Sangje, o Senhor Supremo, que havia concedido uma revelação a Choe Je-u e que encarnou neste mundo para iniciar uma Nova Era. De acordo com o Daesoon Jinrihoe, o maior movimento reconhecendo Gang como Sangje, suas práticas ascéticas na montanha Moaksan foram realizadas para abrir o Grande Dao do Céu e da Terra e exercer julgamento sobre os seres divinos e eram, portanto, mais do que práticas ascéticas. Os seguidores também alegaram que ele julgou todas as divindades encarregadas do Mundo Antigo, abriu o caminho para o Mundo Posterior e, através dos rituais que realizou entre 1901 e 1909, alcançou uma completa “Reordenação do Universo” (Cheonji Gongsa, 天地公事). O Daesun Jinrihoe acredita que houve um trabalho residual de reordenamento, a ser completado por seus sucessores na ortodoxia religiosa, Jo Jeongsan (趙鼎山, 1895-1958) e Park Wudang (朴牛堂, 1918-1996). Outro ramo do jeungsanismo, Jeung San Do, acredita que, como Gang era Deus Pai, sua discípula Goh Pan-Lye (高判禮, 1880-1935), reverenciada pelo ramo com o título de Tae-mo-nim, era Deusa Mãe e entre 1926 e 1935 realizou sua própria reordenação do universo.

## Relações com os japoneses
Após a rebelião de Donghak, o Japão teve uma presença crescente na Coreia, e isso culminou no Tratado de Anexação Japão-Coreia e na anexação formal da Coreia pelo Japão. Gang Il-sun manteve uma atitude semelhante à que exibiu quando confrontado com o movimento Donghak. Embora crítico dos coreanos que se aliaram incondicionalmente aos japoneses, Gang Il-sun novamente aconselhou contra "qualquer forma de violência" e "enfatizou a reconciliação e a paz", insistindo também que este período de domínio japonês na Coreia traria resolução para as mágoas que Japão teve na história. Sua atitude pacífica, no entanto, não o protegeu das suspeitas das autoridades japonesas. Em 25 de dezembro de 1907, ele e vários de seus seguidores foram presos, com base na suspeita de que pretendiam levantar um exército contra os japoneses. Alegadamente, "mesmo na prisão, ele fez gestos pacíficos" e "não protestou contra as autoridades de forma alguma". Ele foi finalmente libertado em 4 de fevereiro de 1908, continuou seus rituais e pregações, e faleceu em 24 de junho de 1909 na Clínica Donggok que ele havia estabelecido em 1908.

## Legado
Gang Il-sun escolheu Goh Pan-Lye como sua sucessora e, após sua morte, seu movimento se dividiu em muitas facções diferentes. Em 1911, Goh Pan-Lye (Subu, literalmente “(a) Chefe”, embora houvesse duas “Subus” no círculo de Gang), uma discípula, emergiu como líder de uma das maiores facções, que acabou ficando sob o controle do primo de Goh, Cha Gyeong-Seok (1880-1936). O ramo de Cha, conhecido como Bocheonismo (Bocheob-gyo), de acordo com alguns estudiosos "teve mais seguidores durante o período colonial japonês do que qualquer outra religião, com mais de 6 milhões de adeptos estimados". No entanto, diminuiu muito rapidamente. Goh se separou de Cha em 1919 e estabeleceu sua própria organização, que por sua vez se dividiu em várias facções rivais após sua morte. Kim Hyeong-Ryeol (1862-1932), outro discípulo líder de Gang Il-sun, originalmente apoiou Cha, mas a deixou em 1914 e estabeleceu outro ramo com a ajuda da viúva de Gang Il-sun, Jeong. Novamente, este ramo se dividiu em vários grupos independentes. Em última análise, cerca de cem grupos diferentes reivindicando o legado da Gang Il-sun surgiram, embora poucos deles sobrevivam até hoje.
O maior deles é o Daesun Jinrihoe, originário de Jo Jeongsan (1895-1958), que não foi discípulo direto de Gang Il-sun, mas afirmou ter recebido uma revelação dele em 1917, oito anos após a morte de Gang Il-sun. Os seguidores de Jo Jeongsan afirmam, no entanto, que em 1909 Gang Il-sun viu um trem passando, que tinha Jo Jeongsan, então adolescente, a bordo com sua família, rumo a Bongcheon, Manchúria, para viver em exílio, e afirmou: “Um homem pode fazer qualquer coisa aos 15 anos se puder levar consigo sua etiqueta de identificação (hopae)". Os discípulos de Jo Jeongsan mais tarde afirmaram que essas palavras equivaliam a um endosso por Gang Il-sun de Jo Jeongsan como seu sucessor. A única filha de Gang, Sun-Im (1904-1959), originalmente aceitou Jo, mas depois estabeleceu sua própria filial, conhecida como Jeung San Beob Jong Gyo, que está sediada na província de Jeolla do Norte da Coreia, e após prolongado litígio com outras filiais obteve os restos mortais de Kang, que estão atualmente em sua sede.
Seja como for, e embora as estatísticas sejam, por sua vez, uma questão controversa, há pouca dúvida de que um grande número de coreanos, talvez vários milhões, estão hoje ligados a um ou outro ramo do movimento religioso iniciado por Gang Il-sun e que o reconhecem como uma encarnação divina, a maioria deles sendo parte do Daesun Jinrihoe. Tanto o Daesun Jinrihoe quanto o Jeung San Do também iniciaram uma atividade missionária no exterior, particularmente nos Estados Unidos. Certamente, Gang Il-Sun não acreditava que sua mensagem de salvação fosse restrita à Coreia e, de fato, ele ensinava explicitamente que se destinava a todo o mundo.